# Juan Guzmán (giudice)
Juan Salvador Guzmán Tapia (AFI: [xwãn ɡuzˈmãn ˈt̪apja]; San Salvador, 22 aprile 1939 – Santiago del Cile, 22 gennaio 2021) è stato un giudice cileno.È principalmente conosciuto per essere stato il primo giudice cileno a condurre indagini e perseguire legalmente Augusto Pinochet per violazione di diritti umani durante la sua dittatura tra il 1973 e il 1990.

## Primi anni di vita
Guzmán è nato il 22 aprile 1939 in una famiglia diplomatica cilena di origine basca a San Salvador, El Salvador. Suo padre Juan Guzmán Cruchaga era un diplomatico e poeta, mentre sua madre era impegnata nelle arti, avendo studiato teatro e scultura.
Studia giurisprudenza presso la Pontificia Università Cattolica del Cile e consegue un master presso l'Università di Parigi alla fine degli anni '60. Durante il suo soggiorno a Parigi, ha assistito agli eventi del maggio '68 e ha incontrato sua moglie, Inés Watine Dubrulle, figlia di un combattente della Resistenza francese nella seconda guerra mondiale.

## Carriera
Guzmán ha iniziato la sua carriera come magistrato regionale all'inizio degli anni '70.
Solo dopo la fine del regime di Augusto Pinochet, all'inizio degli anni '90, diventa giudice di corte d'appello a Santiago e Talca.
In quanto di orientamento politico conservatore, Guzmán ha successivamente affermato che lui e la sua famiglia inizialmente furono felici del colpo di Stato del 1973 a opera di Pinochet, che depose il democraticamente eletto Salvador Allende, socialista. Tuttavia, molti anni dopo cambiò radicalmente idea, quando apprese la vera portata dei crimini intrapresi da Pinochet e dalla sua polizia segreta.

### Processo ad Augusto Pinochet
Guzmán è stato tra i primi giudici a guidare le indagini contro Pinochet per omicidi e altre violazioni dei diritti umani intraprese dal suo regime tra il 1973 e il 1990. Tra gli anni '90 e l'inizio degli anni 2000, Guzmán ha condotto una rischiosa campagna legale per indagare a fondo sui suoi crimini e promuovere risarcimenti utilizzando una combinazione di nuove strategie legali. Secondo il sistema giudiziario in vigore in Cile all'epoca, i giudici avevano responsabilità sia investigative che giudiziarie oltre a presiedere i tribunali.
Quando la democrazia è tornata in Cile all'inizio degli anni '90, la reale portata delle violazioni dei diritti umani da parte di Pinochet e del suo regime militare ha iniziato a emergere. Il 12 gennaio 1998, avvocati per i diritti umani in Cile hanno presentato la prima di oltre 70 cause contro Pinochet. Guzmán è stato incaricato di occuparsi delle indagini. Durante questo periodo, Pinochet è stato arrestato a Londra nell'ottobre 1998 su ordine del giudice spagnolo Baltasar Garzón con l'accusa di genocidio e altri crimini contro cittadini spagnoli in Cile. Tuttavia, Pinochet è stato in seguito ritenuto non idoneo al processo ed è tornato a casa in Cile nel marzo 2000 dopo 17 mesi di arresti domiciliari a Londra. Guzmán ha immediatamente chiesto di revocare l'immunità legale di Pinochet e di metterlo agli arresti domiciliari a Santiago.
Commissioni investigative cilene avevano documentato oltre 3.000 vittime di esecuzioni e sparizioni e un'altra commissione aveva stimato almeno 80.000 sopravvissuti a violazioni dei diritti umani. Guzmán ha riunito una squadra di investigatori e altri esperti forensi per condurre le indagini. Ha viaggiato di città in città intervistando i parenti di persone che erano state giustiziate o erano scomparse e sopravvissute a violazioni dei diritti umani. Come parte delle indagini, ha scoperto fosse comuni e prigioni segrete. È stato spesso ammonito da alti giudici per le tattiche utilizzate, incluso il portare giornalisti in queste missioni per documentare le scoperte.
Pinochet aveva emesso un'amnistia generale ai suoi funzionari militari e di sicurezza per eventuali crimini commessi prima del 1978. Tuttavia, Guzmán si è assicurato gli arresti degli accusati applicando un'interpretazione poco utilizzata della legge sull'autoamnistia del 1978. Ha affermato che poiché molti dei corpi delle vittime delle squadre militari erano ancora scomparsi, si potrebbe sostenere legalmente che queste persone sono ancora rapite. Pertanto, ha sostenuto Guzmán, il reato continua e né la legge sull'autoamnistia né la prescrizione possono essere applicate fino al ritrovamento dei corpi: il reato di sequestro permanente è stato creato da questa giurisprudenza, consentendo così il perseguimento delle sparizioni forzate.
Nel dicembre 2000, Guzmán ha formalmente accusato Pinochet di rapimento durante la sua dittatura dal 1973 al 1990 e lo ha interrogato per due ore nel gennaio 2001 dopo che i medici hanno dichiarato che era idoneo a essere interrogato. Quello stesso mese, Guzmán mise il generale agli arresti domiciliari.
Nel luglio 2001 le accuse sono state sospese e successivamente ritirate per motivi di salute. Nel maggio 2004, la Corte ha nuovamente privato Pinochet della sua immunità dall'accusa per nuove accuse riguardanti l'operazione Condor. Nel settembre 2005, la Corte ha accolto la richiesta di Guzmán di privare Pinochet della sua immunità riguardo all'operazione Colombo.
Nonostante tutti gli sforzi, Pinochet è morto nel 2006, con accuse e numerosi casi ancora pendenti. Parlando in seguito, Guzmán avrebbe detto: "L'importante è quello che lasciamo ai nostri figli e qui potranno dire: 'Guarda, qui è stato giudicato un dittatore'".

### Ultimi anni
Guzmán si è ritirato nel 2005. Nel libro delle sue memorie The Edge of the World, pubblicato nello stesso anno, ha rivelato di essere stato sottoposto a pressioni politiche per far cadere il caso contro Pinochet.
Dopo il suo ritiro, ha servito come direttore del Centro per i diritti umani presso l'Università Centrale del Cile. Nel 2008, Guzmán ha chiesto la revoca dell'embargo statunitense contro Cuba. Ha anche espresso il suo sostegno ai Cinque Cubani, il cui arresto Guzmán ha ritenuto ingiusto e arbitrario.
Negli ultimi anni della sua vita ha vissuto a Santiago del Cile, sviluppando . Morì il 22 gennaio 2021. La causa della sua morte non è stata annunciata. Aveva 81 anni.

## Media
Guzmán ha interpretato un ruolo minore e non accreditato nel film del regista Costa-Gavras L'Amerikano (ambientato in Uruguay, ma girato in Cile) del 1972, che esplora le ingerenze degli USA nella politica degli stati sudamericani prima dell'operazione Condor.
Il documentario del 2008 The Judge and the General ha documentato i suoi sforzi per assicurare Pinochet alla giustizia per i crimini commessi dal suo regime.

## Vita privata
Guzmán era sposato con Inés Watine Dubrulle, di origine francese, e lui stesso parlava fluentemente francese. La coppia aveva due figlie.
Era un collezionista d'arte che ha donato molti dei suoi pezzi della collezione d'arte sudamericana precolombiana a vari musei in Cile, incluso il Museo del Carmen de Maipú.

## Opere
- La sentencia, Editorial Jurídica de Chile, 1996, ISBN 978-956-10-1144-1. URL consultato il 3 agosto 2013.
- Juan Guzmán Tapia e Olivier Bras, En El Borde del Mundo: Memorias del Juez Que Proceso a Pinochet, Anagrama, 2005, ISBN 978-84-339-2570-1. URL consultato il 3 agosto 2013.